# Planet des Grauens (1956)
Planet des Grauens (Alternativtitel: Der verfluchte Planet, englischer Originaltitel: World Without End) ist ein US-amerikanischer Science-Fiction-Film von Edward Bernds aus dem Jahr 1956 mit Hugh Marlowe, Nancy Gates, Nelson Leigh und Rod Taylor in den Hauptrollen. Der Film wurde von Allied Artists nach einer Geschichte von Edward Bernds produziert.

## Handlung
Man schreibt das Jahr 1957: Kommandant Dr. Eldon Galbraithe, Ingenieur Henry Jaffee, Funker Herbert Ellis und der Wissenschaftler John Borden kehren von ihrer Marsmission zur Erde zurück, als ihr Raumschiff urplötzlich auf eine unglaubliche Geschwindigkeit beschleunigt.
Das Raumschiff mit der bewusstlosen Crew an Bord landet auf einem schneebedeckten Berg. Als man sich daran wagt, das Raumschiff zu verlassen, entdecken die Männer, dass sie das Opfer einer Zeitdilatation geworden sind und sich jetzt in der Zukunft der Erde befinden. Als sie Grabsteine und eine erhöhte Reststrahlung entdecken, vermuten sie, dass ein verheerender Atomkrieg in der Vergangenheit stattgefunden haben muss. Emotional besonders stark betroffen ist Jaffe, als er realisiert, dass seine Frau und seine Kinder längst verstorben sind.
Nach einem überstandenen Hinterhalt einiger mutierter Riesenspinnen, die die Umgebung bevölkern, werden sie auch noch von einigen primitiven, einäugigen und gewalttätigen Mutanten, den jetzigen Bewohnern der Erde, angegriffen. Die Gruppe sucht Schutz vor den Mutanten in einer Höhle. Dort entdecken die vier Männer den Eingang zu einer unterirdischen Stadt, deren Bewohner Nachfahren der Menschen sind, die dort vor dem atomaren Krieg Schutz gesucht hatten. Diese Menschen leben in einer anspruchsvollen High-Tech-Kultur. Sie sind eine friedliche Gruppe, die von einem Menschen namens Timmek angeführt werden, der auch der Präsident des Regierungsrates ist. Die erwachsenen Männer, die dort leben, sind schwach und steril, während die Frauen körperlich vital und für Romantik empfänglich geblieben sind. Die Astronauten versuchen, die Menschen davon zu überzeugen, sich zu bewaffnen und sich einen Platz zurück an die Oberfläche zu erkämpfen, doch diese lehnen ab. Sie sind zufrieden mit ihrer jetzigen Existenz.
Als sich Timmeks Tochter zu John Borden hingezogen fühlt, wird Moriès, ein Mitglied des Rates, eifersüchtig. Moriès plant eine Intrige und versucht, einen Mord, den er selbst ausgeführt hat, einem der Neuankömmlinge anzulasten, indem er die Tatwaffe im Quartier der Astronauten versteckt, doch Deena hat Moriès dabei beobachtet, als er die Waffen dort versteckte. Moriès flieht in Panik an die Oberfläche, wo er von den Mutanten getötet wird.
Timmek ist jetzt zur Zusammenarbeit bereit. Die Astronauten haben derweil eine Waffe hergestellt, um die Oberfläche des Planeten zurückzuerobern. Die Mutanten ergreifen vor der neuen Waffe die Flucht und verstecken sich in den Höhlen. Borden bietet an, gegen Naga, den Chef der Mutanten, zu kämpfen, um die Bewohner zu retten. Borden erschlägt Naga im Zweikampf, und die restlichen Mutanten verlassen das Areal. Die Astronauten begründen alsbald eine neue, blühende Siedlung mit Mitgliedern beider Gruppen.

## Produktionsnotizen
Die Bauten schuf Dave Milton. Die Leitung des Bühnenbilds hatte Joseph Kish. Die Spezialeffekte stammen von Irving Block, Jack Rabin und Milt Rice. Tonmeister waren Del Harris und Ralph Butler. Emile LaVigne zeichnete als Maskenbildner verantwortlich. Produktionsleiter war Allen K. Wood. Drehorte des Films lagen in Chatsworth, Los Angeles, Kalifornien in den USA.

## Uraufführungen
- USA: 25. März 1956
- Deutschland: 21. August 1959[1]

## Kritiken
„Ein Raumschiff mit vier Gelehrten kehrt nach 500 Jahren auf eine von Bestien bevölkerte Erde zurück und muß im Jahr 2508 haarsträubende Abenteuer mit fellbekleideten Unholden bestehen. Ein vergleichsweise unterhaltsamer Science-Fiction-Film mit einigen Anleihen bei Horror-Elementen, der mit seinen geisterbahnähnlichen Effekten freilich eine äußerst naive Zukunftsvision entwirft. (TV-Titel: Der verfluchte Planet")"“

„Zunächst einmal vermittelt der Film sehr deutlich ein Bild über Geschlechterrollen, welches heutzutage nur noch vergleichsweise wenige Anhänger finden dürfte. […] Darüber hinaus ist der Film von einer kolonialistischen Denkweise geprägt. Die zivilisierten Völker haben über die primitiven Völker zu herrschen. Es ist das Recht und sogar die Pflicht der Zivilisierten, die primitiven Völker zu unterwerfen und ihnen Kultur zu bringen. Nachdem dieses Weltbild bereits den halben Film geprägt hat, wird es in einem Zitat aus der Schlussszene noch einmal deutlich […]: ‚Das ist eines eurer Wunderwerke: Die Kinder der Wilden lernen unsere Sprache, damit sie mit uns arbeiten können‘. Nicht nur, dass es widersinnig wäre, wenn die Zivilisierten die Sprache der Wilden erlernten. Die kulturelle Assimilation der Wilden ist nötig, damit diese ‚mit‘ ihnen ARBEITEN können (ob dabei ein ‚für‘ mitschwingt, möge jeder selbst entscheiden).“